# Le Butor (Saint-Benoît)
Pour les articles homonymes, voir Butor.
La Marine du Butor est un ancien débarcadère et port de pêche artisanal de l'île de La Réunion, département d'outre-mer français dans le sud-ouest de l'océan Indien. Elle est située sur la commune de Saint-Benoît, plus précisément dans le quartier du même nom "Le Butor".

## Historique
La construction de la jetée fut premièrement imaginée par le gouverneur de  Vauboulon, qui, après avoir fait le tour de l'île, signale l'embouchure de la rivière des marsouins. Il en fait un croquis.
Son avis ne sera pas suivi, mais face à la nécessité d'évacuer les marchandises par la mer, une commission de trois personnes est désigné le 18 novembre 1752 pour s'occuper de la construction d'une jetée qui malgré de nombreuses réclamations ne sera achevée que vers 1780.
La jetée fut à maintes reprises démolie et attend une rénovation.

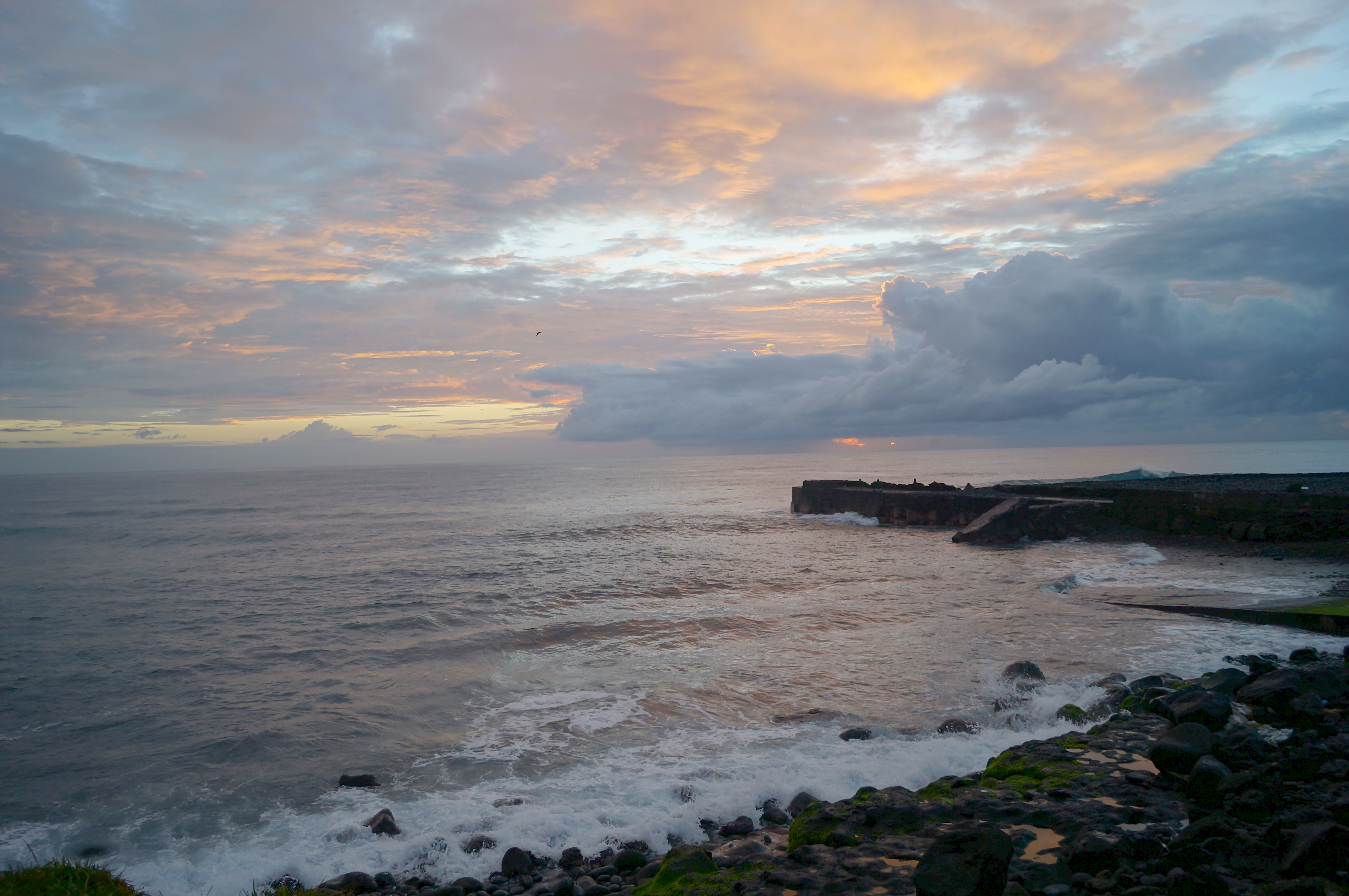
Jetée du Butor au petit matin

## Annexe